# Okurigana
 (septembre 2014).
Si vous disposez d'ouvrages ou d'articles de référence ou si vous connaissez des sites web de qualité traitant du thème abordé ici, merci de compléter l'article en donnant les références utiles à sa vérifiabilité et en les liant à la section « Notes et références ».
Les okurigana (送り仮名, littéralement « kanas qui accompagnent ») sont des kanas nécessaires à la conjugaison et la différenciation de prononciation de certains kanjis.

## Conjugaison
Dans la conjugaison japonaise, les okurigana sont les kanas que l'on trouve après la partie écrite en kanji (et donc en général invariable) des verbes et des adjectifs verbaux. Ainsi, dans 上げる (あ + げる, ageru), げ et る sont des okurigana.
Ils servent essentiellement à la conjugaison et permettent un compromis entre l'écriture chinoise non agglutinante, sans conjugaison, ni accord, ni groupe de verbes et le japonais qui lui est une langue agglutinante et comportant une conjugaison dépendante du groupe de verbes. En clair, le japonais agglutine des suffixes aux verbes (et adjectifs verbaux) pour exprimer le passé et le présent, l'affirmation et la négation, la volonté, etc. Tous ces suffixes peuvent s'agglutiner ensemble et former une longue chaîne et sont dépendants de la catégorie de verbe. 
Le chinois, d'où sont issues les kanji, se contente au contraire d'ajouter un terme invariable et indépendant du verbe, pour désigner le temps et les autres aspects dans la phrase.

## Exemples
- L'adjectif verbal 楽しい (tanoshii, agréable) donne au passé 楽しかった (tanoshikatta, avoir été agréable).
- Le verbe 食べる (taberu, manger) donne au passé 食べた (tabeta, avoir mangé) et à la forme de volonté 食べたい (tabetai, avoir envie de manger).

## Différenciation 1
Le système éducatif japonais enseigne une base de 2 136 kanjis officiels, les jōyō kanji. Le ministère de l'Enseignement a dû faire un tri parmi les sinogrammes existants, beaucoup plus nombreux ; pour cela, on a choisi d'utiliser le même kanji pour des verbes de même famille, même si ces verbes ont des prononciations différentes.
Exemple :
- 食う (kū) : manger, bouffer (terme utilisé principalement par les hommes, vulgaire) ;
- 食らう (kurau) : manger, boire, bouffer, recevoir des coups (déguster) ;
- 食べる (taberu) : manger.

À la lecture, lorsque le contexte ne suffit pas, seuls les okurigana permettent de les différencier. Dans le pire des cas, si l'on ne connaît pas le mot en question, au moins l'on connaît le kanji de base du mot, ce qui indique vaguement le sens du mot.

## Différenciation 2
Certains verbes ont une conjugaison particulière. Ils changent complètement de prononciation en fonction du suffixe. Par exemple :
- 来る, kuru ;
- 来ない, konai ;
- 来た, kita.

Dans ce cas-ci aussi, l'utilisation des okurigana est primordiale.

## Règles d'écriture
Le système éducatif japonais a instauré un usage strict des okurigana mais parfois on verra par exemple 受け付け (uketsuke, réception) écrit le plus souvent 受付 sur les pancartes (la prononciation est la même).